# SpongeBob SquarePants Rock Bottom Plunge
SpongeBob SquarePants Rock Bottom Plunge in Nickelodeon Universe, Mall of America (Bloomington, Minnesota, USA) ist eine Stahlachterbahn vom Modell Euro-Fighter des Herstellers Gerstlauer Amusement Rides, die am 15. März 2008 eröffnet wurde.
Die 2,9 Mio. US-Dollar teure Bahn wurde nach SpongeBob Schwammkopf (engl. SpongeBob SquarePants) thematisiert, genauer der Folge Rock Bottom (deut. Bus verpasst) aus der ersten Staffel. Auf einer Strecke von 410 m überwinden die Wagen 20 m Höhe, gefolgt von einer 97° steilen ersten Abfahrt, sowie zwei Inversionen: einen Looping und eine Heartline-Roll. Ebenso wurde eine Helix verbaut.

## Wagen
SpongeBob SquarePants Rock Bottom Plunge besitzt mehrere einzelne Wagen. In jedem Wagen können acht Personen (zwei Reihen à vier Personen) Platz nehmen. Als Rückhaltesystem kommen Schulterbügel zum Einsatz.